# لي كاي فو
لي كاي فو (في الصينية التقليدية:李開復; في الصينية المبسطة: 李开复; في نظام بينيين: Lǐ Kāifù. من مواليد 3 ديسمبر 1961) هو عالم كمبيوتر ورجل أعمال وكاتب تايواني. يقيم حاليًا في بكين، الصين.
طور لي نظام التعرف المستمر على الكلام حيث حصل على درجة الدكتوراه عن هذا النظام في جامعة كارنيجي ميلون. عمل لاحقًا كمسؤول تنفيذي، أولاً في شركة أبل، ثم شركة سيليكون غرافيكس وشركة مايكروسوفت وشركة جوجل.
أصبح محور نزاع قانوني عام 2005 بين شركة جوجل وشركة مايكروسوفت، حيث كان يعمل سابقا، بسبب اتفاقية عدم المنافسة لمدة عام واحد والتي وقعها مع شركة مايكروسوفت في عام 2000 عندما أصبح نائب رئيس الشركة للخدمات التفاعلية.
ويعتبر أحد أبرز الشخصيات في قطاع الإنترنت الصيني، حيث كان المدير المؤسس لأبحاث مايكروسوفت في اسيا، من 1998 إلى 2000. ورئيس جوجل في الصين، من تموز (يوليو) 2005 حتى 4 أيلول (سبتمبر) 2009. قام بإنشاء موقع على شبكة الإنترنت، المعروف باسم ووشيوانغ (في اللغة الصينية: 我学网) والذي يعني حرفيا انا اتعلم الإنترنت. حيث كان هذا الموقع مكرس لمساعدة الشباب الصينيين على تحقيق دراستهم وحياتهم المهنية. وانتشر كتابه «10 رسائل إلى طلاب الجامعات الصينية» على نطاق واسع على الويب. حيث يعتبر إنه أحد أكثر المدونين الصغار متابعة في الصين، ولا سيما على موقع سينا ويبو، حيث لديه أكثر من 50 مليون متابع.
في كتابه الصادر عام 2018 القوى العظمى للذكاء الاصطناعي: الصين ووادي السيليكون والنظام العالمي الجديد، يصف لي كيف تتقدم الصين بسرعة لتصبح رائدة عالميًا في مجال الذكاء الاصطناعي، وقد تتفوق على الولايات المتحدة، بسبب التركيبة السكانية للصين وتكديسها لمجموعات البيانات الضخمة. في مقابلة أجريت في 28 سبتمبر 2018 على برنامج امبنور في شبكة بي بي اس، ذكر أن الذكاء الاصطناعي بكل إمكانياته، لن يكون قادرًا أبدًا على الإبداع أو التعاطف.

## النشأة
ولد لي في تايبيه، تايوان. وهو نجل لي تيانمين، وهو مشرع ومؤرخ من سيتشوان، الصين. قدم لي تفاصيل حياته الشخصية وتاريخه الوظيفي في سيرته الذاتية باللغتين الصينية والإنجليزية، صُنع عالم من الاختلاف، التي نُشرت في أكتوبر 2011.

## المسيرة المهنية

### التعليم
في عام 1973، هاجر لي إلى الولايات المتحدة والتحق بالمدرسة الثانوية في أوك ريدج بولاية تينيسي. تخرج بامتياز مع مرتبة الشرف من جامعة كولومبيا، وحصل على درجة البكالوريوس في علوم الكمبيوتر عام 1983. كان زميلًا لباراك أوباما في جامعة كولومبيا. ليحصل بعدها على الدكتوراه في علوم الكمبيوتر من جامعة كارنيجي ميلون عام 1988.

### البحث الاكاديمي
في جامعة كارنيجي ميلون، عمل لي كاي فو على مواضيع متعلقة في مجالات التعلم الآلي والتعرف على الأنماط. في عام 1986، طور لي كاي فو وسانجوي ماهاجان برنامج بيل،  وهو نظام قائم على التعلم البايزي للعب لعبة اللوح ريفيرسي التي فازت بالبطولة الوطنية الأمريكية للاعبي الكمبيوتر في عام 1989. في عام 1988، أكمل أطروحة الدكتوراه الخاصة به من خلال تطوير نظام سفينكس، والتي تعتبر أول نظام التعرف المستمر على الكلام بامكانات متطورة في حينها.
كتب لي كاي فو كتابين عن التعرف على الكلام وأكثر من 60 بحثًا في علوم الكمبيوتر. تم نشر أطروحة الدكتوراه الخاصة به في عام 1988 بعنوان: التعرف التلقائي على الكلام: تطوير نظام سفينكس (ردمك 0898382963). جنبا إلى جنب مع أليكس وايبل، باحث آخر في كارنيجي ميلون، قام لي كاي فو بتحرير مجلات علمية في مجال التعرف على الكلام.

### شركة ابل، سيليكون غرافيكس، ومايكروسوفت
بعد عامين من العمل كعضو هيئة تدريس في جامعة كارنيجي ميلون، انضم لي إلى شركة أبل في عام 1990 كعالم أبحاث رئيسي. أثناء وجوده في أبل (من عام 1990 إلى 1996)، ترأس مجموعات البحث والتطوير المسؤولة عن منصة أبل بييبين،  بلاين تالك، كاسبر (واجهة الكلام)، وجالاتي (نظام تحويل النص إلى كلام) لأجهزة كمبيوتر ماكنتوش.
انتقل لي كاي فو إلى شركة سيليكون غرافيكس في عام 1996 وقضى عامًا نائبًا لرئيس قسم منتجات الويب، وسنة أخرى كرئيس لقسم برامج الوسائط المتعددة، برمجيات كوزمو.
في عام 1998، انتقل لي إلى شركة مايكروسوفت وذهب إلى بكين، في جمهورية الصين الشعبية حيث لعب دورًا رئيسيًا في إنشاء قسم أبحاث مايكروسوفت هناك. أصبح القسم يُعرف فيما بعد باسم أبحاث مايكروسوفت في اسيا، والذي يعتبر واحد من أفضل مختبرات أبحاث علوم الكمبيوتر في العالم. عاد لي كاي فو إلى الولايات المتحدة في عام 2000 وتمت ترقيته إلى نائب رئيس الشركة لقسم الخدمات التفاعلية في مايكروسوفت من عام 2000 إلى عام 2005.

### الانتقال من مايكروسوفت إلى غوغل
في يوليو 2005، ترك لي كاي فو شركة مايكروسوفت لتولي منصبًا في شركة غوغل. وافقت شركة البحث غوغل على تعويض يزيد عن 10 ملايين دولار إلى لي كاي فو، بما في ذلك 2.5 مليون دولار نقدًا «مكافأة توقيع» و 1.5 مليون دولار نقدًا بعد عام واحد، وهي حزمة يشار إليها داخليًا في غوغل على أنها «غير مسبوقة».
في 19 يوليو 2005، رفعت شركة مايكروسوفت دعوى قضائية ضد شركة غوغل ولي كاي فو نفسه في محكمة ولاية واشنطن بشأن توظيف غوغل لنائب رئيسها السابق للخدمات التفاعلية، مدعيا أن لي كاي فو كان ينتهك اتفاقية عدم المنافسة من خلال العمل لدى غوغل في غضون عام واحد من مغادرة شركة مايكروسوفت. جادلت شركة مايكروسوفت بأن لي كاي فو سيفصح حتماً عن اسرار تجارية ومعلومات الملكية إلى شركة غوغل إذا سُمح له بالعمل هناك.
في 28 يوليو 2005، منح قاضي المحكمة العليا لولاية واشنطن، ستيفن غونزاليس، لشركة مايكروسوفت أمرًا تقييديًا مؤقتًا، والذي منع لي كاي فو من العمل في مشروعات غوغل التي تتنافس مع شركة مايكروسوفت، لحين انعقاد المحاكمة في 9 يناير 2006. في 13 سبتمبر، بعد جلسة استماع، أصدر القاضي غونزاليس حكماً يسمح لي بالعمل لدى شركة غوغل، لكنه منعه من بدء العمل في بعض المشاريع الفنية حتى تم إحالة القضية إلى المحاكمة في يناير 2006. كان لا يزال يُسمح للي كاي فو بتعيين موظفين لغوغل في الصين والتحدث إلى المسؤولين الحكوميين حول الترخيص، ولكن مُنع من العمل على تقنيات مثل محركات البحث أو التعرف على الكلام. كما مُنع لي كاي فو من تحديد الميزانيات والرواتب والتوجيهات البحثية لشركة غوغل في الصين حتى تم إحالة القضية إلى المحاكمة في يناير 2006.
قبل أن يتم إحالة القضية إلى المحاكمة، في 22 ديسمبر 2005، أعلنت شركة غوغل وشركة مايكروسوفت أنهما توصلتا إلى تسوية تكون شروطها سرية، منهية نزاعًا استمر خمسة أشهر بين الشركتين.
في غوغل الصين، ساعد لي كاي فو في تأسيس الشركة في السوق وأشرف على نموها في البلاد. في عهده، تم إطلاق موقع غوغل الصيني الإقليمي. كما عزز كوارد وفرق الشركة من المهندسين والعلماء في الدولة.
في 4 سبتمبر 2009، أعلن لي استقالته من غوغل. وقال «مع وجود فريق قيادة قوي للغاية، بدت لحظة جيدة للغاية بالنسبة لي للانتقال إلى الفصل التالي في مسيرتي.» ألان يوستاس، نائب رئيس غوغل الأول للهندسة، نسب إلى لي كاي فو الفضل في «المساعدة بشكل كبير في تحسين جودة ونطاق الخدمات التي نقدمها في الصين، والتأكد من استمرارنا في الابتكار على الويب لصالح المستخدمين والمعلنين». بعد عدة أشهر من رحيل لي كاي فو، أعلنت غوغل أنها ستوقف رقابة الانترنت وستنقل خوادمها في الصين إلى هونغ كونغ.

### سينوفيشن فينتشرز
في 7 سبتمبر 2009  أعلن لي كاي فو عن تفاصيل صندوق رأس مال استثماري قيمته 115 مليون دولار (حضانة المرحلة المبكرة ونموذج أعمال الأموال الأولية) يسمى «انوفيجن وركس» (تغيرت لاحقًا إلى «سينوفيشن فينتشرز»)  الذي يهدف إلى إنشاء خمس شركات ناشئة صينية ناجحة سنويًا في مجال الإنترنت وشركات الإنترنت عبر الهاتف المحمول أو في خدمات الاستضافة الواسعة المعروفة باسم الحوسبة السحابية. اجتذب الصندوق العديد من المستثمرين، بمن فيهم ستيف تشين، المؤسس المشارك لموقع يوتيوب؛ وشركة فوكسكون، الشركة المصنعة لعقود الإلكترونيات؛ وشركة ليجيند القابضة، الشركة الأم لشركة لينوفو المصنعة لأجهزة الكمبيوتر الشخصية؛ ومجموعة دبليو أي هاربر.
في سبتمبر 2010، وصف لي مشروعين من مشروعات غوغل اندرويد للمستخدمين الصينيين: تاباس، وهو نظام تشغيل للهواتف الذكية مصمم خصيصًا للمستخدمين الصينيين؛ وواندوجيا، مدير هاتف سطح المكتب لنظام اندرويد.
في سبتمبر 2016، أعلنت الشركة عن تغيير اسم الشركة من انوفيجن وركس إلى «سينوفيشن فينتشرز»، حيث أغلقت 674 مليون دولار أمريكي (4.5 مليار يوان صيني) من رأس المال. إجمالي حجم صندوق سينوفيشن فينتشرز يتجاوز مليار دولار أمريكي. في أبريل 2018، أعلنت سينوفيشن فينتشرز عن صندوقها الرابع بالدولار الأمريكي بقيمة 500 مليون دولار. حتى الآن، يصل إجمالي الأصول الخاضعة للإدارة الخاصة بسينوفيشن فينتشرز بعملتها المزدوجة إلى 2 مليار دولار أمريكي واستثمرت في أكثر من 300 محفظة بشكل أساسي في الصين.

## المناصب السابقة
- نائب رئيس غوغل؛ رئيس غوغل، في الصين، تموز (يوليو) 2005 - 4 أيلول (سبتمبر) 2009
- نائب رئيس الشرك، قسم الخدمات التفاعلية الطبيعية، شركة مايكروسوفت. 2000 - تموز (يوليو) 2005 [37]
- مؤسس ومدير عام، ابحاث مايكروسوفت في اسيا، الصين، 1998-2000
- رئيس شركة برمجيات كوزمو، وحدة أعمال برامج الوسائط المتعددة بشركة سيلكون غرافكس، 1999-2000
- نائب الرئيس والمدير العام لمنتجات الويب، شركة سيلكون غرافكس، 1998-1999
- نائب رئيس مجموعة الوسائط التفاعلية، شركة أبل، 1997-1998
- مدير الوسائط التفاعلية، مجموعة التكنولوجيا المتقدمة، شركة أبل، 1994-1997
- مدير مجموعة تقنيات الكلام واللغة، شركة أبل، 1991-1994
- عالم النطق الرئيسي، شركة أبل، 1990-1991
- أستاذ مساعد، جامعة كارنيجي ميلون، يوليو 1990
- عالم الكمبيوتر البحثي، جامعة كارنيجي ميلون، 1988-1990 [38]

## التعليم
- دكتوراه. في علوم الكمبيوتر، جامعة كارنيجي ميلون، 1988
- بكالوريوس في علوم الكمبيوتر، جامعة كولومبيا، 1983

## التميز
- رئيس مجلس الذكاء الاصطناعي العالمي التابع للمنتدى الاقتصادي العالمي
- رئيس مجلس اسيا للاعمال 2018 [39]
- زميل معهد مهندسي الكهرباء والالكترونيات IEEE
- عضو لجنة المئة
- أكثر 100 شخصية نفوذا في مجلة التايم، 2013 [40]
- درجة الدكتوراه الفخرية من جامعة كارنيجي ميلون [41]
- درجة الدكتوراه الفخرية، جامعة مدينة هونغ كونغ [41]

## روابط خارجية
- الملف الشخصي في سينوفيشن فينتشرز نسخة محفوظة 27 أكتوبر 2021 على موقع واي باك مشين.
- صنع عالم من الاختلاف ، السيرة الذاتية الرسمية لـ كاي فو لي (الإنجليزية)

### المقابلات
- مقابلة بي بي سي للأسبوع: كاي فو لي (2018)[وصلة مكسورة]
- مقابلات تيد - كاي فو لي حول مستقبل الذكاء الاصطناعي (2019)
- بودكاست الذكاء الاصطناعي (AI) - كاي فو لي: القوى الخارقة للذكاء الاصطناعي - الصين ووادي السيليكون (2019)